# Guido di Vermandois
Guido (919 circa – dopo il 986) fu conte di Soissons sino alla sua morte.

## Origine
Era figlio maschio terzogenito del conte di Vermandois, di Meaux, di Soissons e di Madrie e di Vexin, signore di Peronne, Senlis e San Quintino e futuro conte di Troyes, Erberto II (880 – 943) (discendente del re d'Italia, Bernardo, nipote di Carlo Magno) e di Adele (ca. 895- ca. 931), l'unica figlia del marchese di Neustria e futuro re di Francia, Roberto I, e di Adele del Maine, come è indicato nelle Europäische Stammtafeln, vol II cap. 10 (non consultate). La Chronica Albrici Monachi Trium Fontium , citandoli nell'anno 920, conferma la parentela tra Erberto II e Roberto I.

## Biografia
Lo storico del XVII secolo, Claude Dormay, nel suo Histoire de la ville de Soissons sostiene che un manoscritto di Sainte-Croix d'Offemont riporta che il conte Guido era il figlio di Erberto II di Vermandois e che in un documento della cattedrale di Noyon cita il conte Guido come fratello di Alberto di Vermandois ed infine che un documento dell'abbazia di San Quintino, vicino a Peronne, reca la firma di tre conti della dinastia Vermandois, Alberto, Erberto e Guidone (Guido).
Quando suo padre, Erberto II, fondatore della prima casa di Champagne, morì il 23 febbraio 943, la divisione dei titoli e dei domini tra i figli avvenne sotto la guida del loro zio, Ugo il Grande:
- la contea di Soissons, a Guido,
- la contea di Vermandois, ad Alberto,
- la contea di Meaux, a Roberto, che riuscì ad entrare in possesso della contea di Troyes solo dopo la morte del suocero, il duca di Borgogna, Gilberto, nel 956,
- ad Erberto, andarono la contea di Ormois (una regione che corrisponde all'incirca all'attuale Arrondissement di Château-Thierry) e le fortezze di Château-Thierry, oltre all'Abbazia di San Medardo) a Soissons.

Subentrò a suo padre nella contea di Soissons, ma non se ne conosce l'anno esatto.
Guido viene citato in due documenti del re dei Franchi occidentali, Lotario IV (Lotharii Regis Diplomata); uno del giugno 974 ed un secondo di datazione incerta (tra il 980 ed il 986).
Vi è inoltre un documento datato 980, lo stesso citato da Claude Dormay, inerente all'abbazia di San Quintino, che si trova nel libro X della Gallia Christiana, in cui Guidone (Guido) controfirma il documento.
Verso il 983, Guido si recò a Roma.
In una lettera del 984, Gerberto d'Aurillac cita il conte Guido di Soissons a cui devono essere consegnati alcuni documenti da parte di un diacono di nome Stefano.
Per ciò che concerne la data della morte di Guido, non si hanno notizie precise, si sa che morì dopo il 986, dopo quella data non viene più citato in alcun documento. Nel titolo di conte di Soissons gli successe il figlio, Rinaldo, mentre la moglie, dopo essere rimasta vedova si sposò, in seconde nozze, nel 992, con Nocherio conte di Bar.

## Discendenza
Guido sposò Adelisa figlia del conte Gilberto, come riferito negli Acta Sanctorum, che gli diede due figli:
- Adelisa che secondo le Europäische Stammtafeln[2], vol III n° 729A (non consultate) fu lei e non sua madre che sposò Nocherio conte di Bar
- Rinaldo (985/992 † 1057), conte di Soissons.

## Ascendenza
|                          |                  |                        | Genitori     |  |  | Nonni |  |  | Bisnonni               |  |  | Trisnonni         |  |
|                          |                  |                        |              |  |  |       |  |  | Pipino I di Vermandois |  |  | Bernardo d'Italia |  |
|                          |                  |                        |              |  |  |       |  |  | Pipino I di Vermandois |  |  | Bernardo d'Italia |  |
|                          |                  | Cunegonda              |              |  |  |       |  |  | Pipino I di Vermandois |  |  |                   |  |
| Erberto I di Vermandois  |                  |                        |              |  |  |       |  |  | Pipino I di Vermandois |  |  |                   |  |
|                          |                  | …                      | …            |  |  |       |  |  |                        |  |  |                   |  |
|                          |                  | …                      | …            |  |  |       |  |  |                        |  |  |                   |  |
|                          |                  | …                      | …            |  |  |       |  |  |                        |  |  |                   |  |
| Erberto II di Vermandois |                  | …                      |              |  |  |       |  |  |                        |  |  |                   |  |
|                          |                  | …                      | …            |  |  |       |  |  |                        |  |  |                   |  |
|                          |                  | …                      | …            |  |  |       |  |  |                        |  |  |                   |  |
|                          |                  | …                      | …            |  |  |       |  |  |                        |  |  |                   |  |
| Liutgarda di Morvois     |                  | …                      |              |  |  |       |  |  |                        |  |  |                   |  |
|                          |                  | …                      | …            |  |  |       |  |  |                        |  |  |                   |  |
|                          |                  | …                      | …            |  |  |       |  |  |                        |  |  |                   |  |
|                          |                  | …                      | …            |  |  |       |  |  |                        |  |  |                   |  |
| Guido di Vermandois      |                  | …                      |              |  |  |       |  |  |                        |  |  |                   |  |
|                          | Roberto il Forte | Roberto III di Hesbaye |              |  |  |       |  |  |                        |  |  |                   |  |
|                          | Roberto il Forte | Roberto III di Hesbaye |              |  |  |       |  |  |                        |  |  |                   |  |
|                          | Roberto il Forte | Wiltrude di Orléans    |              |  |  |       |  |  |                        |  |  |                   |  |
| Roberto I di Francia     | Roberto il Forte |                        |              |  |  |       |  |  |                        |  |  |                   |  |
|                          |                  | Adelaide d'Alsazia     | Ugo di Tours |  |  |       |  |  |                        |  |  |                   |  |
|                          |                  | Adelaide d'Alsazia     | Ugo di Tours |  |  |       |  |  |                        |  |  |                   |  |
|                          |                  | Adelaide d'Alsazia     | Ava/Bava     |  |  |       |  |  |                        |  |  |                   |  |
| Adele di Neustria        |                  | Adelaide d'Alsazia     |              |  |  |       |  |  |                        |  |  |                   |  |
|                          |                  | …                      | …            |  |  |       |  |  |                        |  |  |                   |  |
|                          |                  | …                      | …            |  |  |       |  |  |                        |  |  |                   |  |
|                          |                  | …                      | …            |  |  |       |  |  |                        |  |  |                   |  |
| Adele del Maine          |                  | …                      |              |  |  |       |  |  |                        |  |  |                   |  |
|                          |                  | …                      | …            |  |  |       |  |  |                        |  |  |                   |  |
|                          |                  | …                      | …            |  |  |       |  |  |                        |  |  |                   |  |
|                          |                  | …                      | …            |  |  |       |  |  |                        |  |  |                   |  |
|                          |                  | …                      |              |  |  |       |  |  |                        |  |  |                   |  |

### Fonti primarie
- (LA)  Monumenta Germaniae Historica, Scriptores, tomus III.
- (LA)  Monumenta Germaniae Historica, Scriptores, tomus XXIII.
- (EN)  William of Malmesbury The History of the kings of England.
- (LA)  Rerum Gallicarum et Francicarum Scriptores, tomus IX.
- (LA)  Gallia Christiana, tomus X.
- (LA)  Julien Havet, Lettres de Gerbert (983-997).
- (LA)  Acta Sanctorum 09 Septembris, Tomus 08.

### Letteratura storiografica
- René Poupardin, I regni carolingi (840-918), in «Storia del mondo medievale», vol. II, 1999, pp. 583–635
- Louis Halphen, Francia: gli ultimi Carolingi e l'ascesa di Ugo Capeto (888-987), in «Storia del mondo medievale», vol. II, 1999, pp. 636–661
- (FR)  Claude Dormay Histoire de la ville de Soissons et de ses rois, ducs, comtes et gouverneurs (1664).